# (525257) 2004 VS75
(525257) 2004 VS75 est un objet transneptunien, en résonance 5:9 avec Neptune avec un diamètre estimé à environ 185 km.